# Łukasz Fabiański
Łukasz Marek Fabiański [ˈwukaʂ faˈbʲaɲskʲi] (* 18. dubna 1985 Kostřín), je polský fotbalový brankář, který je v současné době hráčem londýnského klubu West Ham United FC hrajícího anglickou Premier League.

## Klubová kariéra

### Začátky
Rodák z města Kostrzyn nad Odrą Łukasz Fabianski začínal svoji kariéru jako dorostenec v týmu Polonia Słubice. Přes řadu menších klubů se dostal až do Lechu Poznań, kde coby devatenáctiletý podepsal první profesionální kontrakt. V týmu však zůstal pouze půl roku a v zimním přestupovém období zamířil do Legie Warszawa. Zde se o post brankářské jedničky utkal s Arturem Borucem. Poté, co Boruc v létě 2005 zamířil do Celticu, se stal Fabianski novou brankářskou jedničkou Legie. Fabianski debutoval 24. července 2005 v utkání proti týmu Arka Gdynia a připsal si své první čisté konto za bezbrankovou remízu. Během své první sezony dopomohl týmu k titulu v polské lize. Na konci sezony byl oceněn cenou pro nejlepšího brankáře ligy. Stejné pocty se mu dostalo o rok později.

### Arsenal
8. května 2007 podstoupil Fabianski lékařskou prohlídku a přestoupil do anglického Arsenalu. Debut si připsal na podzim v utkání Ligového poháru proti Sheffieldu United. Navíc do vítězného utkání 3-0 nastoupil jako kapitán mužstva. Łukasz však i nadále plnil roli brankářské dvojky za španělským gólmanem Manuelem Almuniou, a proto další jeho starty přicházely pouze sporadicky. Za zmínku stojí jeho nepovedené výkony v utkání semifinále Ligového poháru v sezoně 2007-08 proti Tottenhamu, kdy Arsenal prohrál 1-5 a první zápas osmifinále Ligy Mistrů 2009-10 proti FC Porto, kde se Fabianksi podepsal pod obě branky v prohraném utkání 1-2.
Sezonu 2010-11 začal Fabianski opět jako brankářská dvojka. První start sezony odehrál 21. září 2010 na White Hart Lane, kde Arsenal v rámci Ligového poháru porazil Tottenham 4-1. O týden později odchytal za zraněného Manuela Almuniu utkání Ligy Mistrů proti týmu FK Partizan. V utkání předvedl dobrý výkon a navíc se mu podařilo chytit penaltu, čímž dopomohl k vítězství 3-1. První čisté konto v sezoně udržel v utkání proti Manchesteru City. Arsenal zvítězil 3-0 a Fabianski byl zvolen hráčem utkání. Po utkání oznámil manažer Arsenalu Arsene Wenger, že by se Fabianski mohl stát brankářskou jedničkou. Následovaly další dobré výkony polského brankáře a manažer Wenger se nechal slyšet, že se může stát nejlepším brankářem Premier League. Po krátkém zranění, které si přivodil v utkání proti Manchesteru United, se vrátil na londýnské derby proti Chelsea a svými zákroky dopomohl k vítězství 3-1. 5. ledna 2011 si při rozcvičování před utkáním s Manchesterem City poranil rameno, což ho vyřadilo ze hry do konce sezony. V brance ho nahradil jeho mladší kolega polský brankář Wojciech Szczęsny, který začínal sezonu na postu brankářské čtyřky. Paradoxem bylo, že právě Szczęsny Fabianského při rozcvičování zranil.
Po svém uzdravení svoji pozici brankářské jedničky již zpět nezískal. Sezonu 2011/12 začal opět jako dvojka, tentokrát jako náhradník svého o pět let mladšího krajana Wojciecha Szczęsného, kterému dělal dvojku i v polské reprezentaci. V sezoně 2013/14 se dočkal první trofeje v dresu Arsenalu, když s mužstvem vyhrál FA Cup.

### Swansea City
V květnu 2014 odmítl prodloužit smlouvu s Arsenalem a podepsal 4letý kontrakt s velšským klubem Swansea City AFC hrajícího anglickou Premier League, kde chytá nizozemský brankář Michel Vorm. Fabiański hrál všech 38 zápasů Swansea v Premier League v letech 2017-18 a byl zvolen hráčem sezóny od fanoušků klubu. Jeho vystoupení nezabránilo klubu, aby sestoupil do English Football League Championship.

### West Ham United
Dne 20. června 2018 oznámil klub Premier League West Ham United přestup Fabiańskiho za 7 milionů liber. S klubem podepsal tříletou smlouvu.

## Reprezentační kariéra
V A-mužstvu Polska debutoval 28. 3. 2006 v přátelském utkání v Rijádu proti reprezentaci Saúdské Arábie (výhra 2:1).
Trenér Adam Nawałka jej zařadil do závěrečné 23členné nominace na EURO 2016 ve Francii. Na turnaji byl brankářskou jedničkou.

## Ocenění

### Klubové
Legia Warszawa
- Ekstraklasa: 2005/06

Arsenal
- FA Cup: 2013/14

### Individuální
- Ekstraklasa - nejlepší brankář: 2006, 2007